# イソオキサゾール
イソオキサゾール（英語: isoxazole）は、窒素に隣接して酸素を有するアゾールである。消防法に定める第4類危険物 第1石油類に該当する。
イソオキサゾール環は例えばイボテン酸のような天然物の骨格中に見出すことができる。イソオキサゾールは幾つかの医薬品の骨格でもあり、COX-2阻害薬のバルデコキシブを例にあげることができる。またイソオキサゾール誘導体のフロキサンは一酸化窒素ドナーとなる。